# Чжэньюань (Цинъян)
Чжэньюа́нь (кит. упр. 镇原, пиньинь Zhènyuán) — уезд городского округа Цинъян провинции Ганьсу (КНР).

## История
Во времена империи Северная Вэй эти места входили в состав области Юаньчжоу (原州). Во времена империи Тан в этих местах был создан уезд Линьцзин (临泾县), и власти области Юаньчжоу разместились в административном центре этого уезда. Во времена монгольской империи Юань область Юаньчжоу была переименована в Чжэньюань (镇原州), а в 1270 году уезд Линьцзин был расформирован, и его земли перешли под непосредственное управление областных властей. Во времена империи Мин в связи с тем, что в составе области не осталось уездов, область была понижена в статусе до уезда.
В 1949 году был образован Специальный район Цинъян (庆阳专区), и уезд вошёл в его состав. В 1955 году Специальный район Цинъян был присоединён к Специальному району Пинлян (平凉专区), но в 1962 году Специальный район Цинъян был воссоздан. В 1970 году Специальный район Цинъян был переименован в округ Цинъян.
В 2002 году округ Цинъян был преобразован в городской округ.

## Административное деление
Уезд делится на 7 посёлков и 12 волостей.